# Chaetobranchopsis
Chaetobranchopsis är ett släkte av fiskar. Chaetobranchopsis ingår i familjen Cichlidae.
Kladogram enligt Catalogue of Life:
| Chaetobranchopsis | \| \| Chaetobranchopsis australis \| \| \| \| \| \| Chaetobranchopsis orbicularis \| \| \| \| |
|                   | \| \| Chaetobranchopsis australis \| \| \| \| \| \| Chaetobranchopsis orbicularis \| \| \| \| |
|                   | Chaetobranchopsis australis                                                                   |
|                   |                                                                                               |
|                   | Chaetobranchopsis orbicularis                                                                 |
|                   |                                                                                               |